# Kagemni
Kagemni va ser un dels djatis, és a dir, un visir (canceller) de Teti, el primer faraó de la sisena dinastia. També rep el nom de Memi.
Kagemni va començar la seva carrera com a funcionari sota el regnat de Djedkare i també va servir al seu fill Unas abans d'accedir a la més alta funció de l'Estat durant el regnat de Teti. A més de djati, el segon en el poder de l'Estat, era gran sacerdot de Ra a Heliòpolis (antic Egipte).
És possible que la raó del seu nomenament estigui en el seu matrimoni, ja que estava casat amb Nebtinubjet, la Filla del rei, la seva estimada Nebty Nebu Jet amb qui va tenir, almenys, un fill anomenat Tetianj.

## Tomba
Està enterrat a Saqqara, en una mastaba al costat del complex funerari de Teti, que va ser descoberta l'any 1843 per Karl Richard Lepsius, encara que va ser Jacques de Morgan qui la va excavar al 1893. Von Bissing va dur a terme un estudi i la transcripció dels seus escrits entre 1905 i 1911, però mai s'ha publicat íntegrament. La tomba consta de vuit sales i cinc avantcambres, totes decorades encara que els colors no s'han conservat bé.
D'una gran qualitat, ja que com djati va utilitzar als artesans del rei, la tomba mostra escenes tant de la seva carrera política com quotidianes. L'entrada reprodueix 50 títols portats per Kagemni, alguns només honoraris, entre els quals se li identifica com a supervisor de la construcció de la piràmide de Teti, el que explica el seu accés als millors artesans. Entre els relleus es troben diversos amb animals, com escenes de caça i pesca, escenes de lluita amb hipopòtams i cocodrils, i es reflecteixen els detalls més nimis: flors de lotus flotant, les xarxes dels pescadors, fins i tot, granotes i insectes: llagosta, libèl·lules... També es pot veure com es muny una vaca o l'alimentació dels cadells. Kagemni també es mostra a si mateix rebent a altres escribes que li reten comptes.